# 동방 그리스 세계와 서방 라틴 세계
동방 그리스 세계와 서방 라틴 세계는 고대 그리스-로마 세계와 중세 기독교 세계의 두 부분, 특히 그리스어가 링구아 프랑카였던 동방 지역(그리스, 아나톨리아, 발칸반도 남부, 레반트, 이집트), 그리고 라틴어가 이 역할을 담당한 서방 지역(이탈리아, 갈리아, 히스파니아, 북아프리카, 북부 발칸 반도, 중앙유럽 영토 및 브리튼 제도)을 구별하는 데 사용되는 용어이다.
그리스어는 이전 헬레니즘화의 결과로 확산된 반면, 라틴어는 로마제국의 공식 행정 언어로 로마화를 촉진했다. 수세기 동안 두 언어가 로마 행정 내에서 공존했던 동부에서는 3세기에서 7세기 사이에 제국 구조의 행정적 변화로 인해 그리스어의 역할이 더욱 장려되면서 라틴어 사용이 궁극적으로 쇠퇴했다. 서로마제국은 동로마 제국과 서로마 제국으로 분열되었고, 서로마 제국은 멸망했으며, 전자의 통일을 회복하려는 시도는 실패했다. 이러한 그리스-라틴 분열은 중세 전기 기독교 세계의 동서 분열과 함께 계속되었다.

## 관련 문헌
- Brubaker, Jeff (2018). “"You are the Heretics!" Dialogue and Disputation between the Greek East and the Latin West after 1204”. 《Medieval Encounters》 24 (5–6): 613–630. doi:10.1163/15700674-12340033. S2CID 166795372. 2022년 6월 17일에 확인함.
- Louth, Andrew (2007). 《Greek East and Latin West: The Church AD 691–1071》. Crestwood, New York: St Vladimir's Seminary Press. 382쪽. ISBN 9780881413205. 2022년 6월 17일에 확인함.